# Nemo arbelos
Nemo arbelos är en tvåvingeart som beskrevs av Mcalpine 1985. Nemo arbelos ingår i släktet Nemo och familjen Neminidae. Inga underarter finns listade i Catalogue of Life.